# وضيحة العليا (تعز)
وضيحه العليا هي إحدى قرى الجمهورية اليمنية. تتبع جغرافيا لمحافظة تعز وإداريًا لمديرية شرعب السلام. يبلغ تعداد سكانها 3108 نسمة حسب الإحصاء الذي أجري عام 2004.